# 新潟県道384号羽黒燕線
新潟県道384号羽黒燕線（にいがたけんどう384ごう はぐろつばめせん）は、新潟県新潟市から同県燕市に至る一般県道である。

## 概要

### 路線データ
- 起点：新潟県新潟市西蒲区羽黒字西（新潟県道250号月潟吉田線交点）
- 終点：新潟県燕市中川字脇田（新潟県道153号燕白根線交点）

## 通過する自治体
- 新潟県
  - 新潟市（西蒲区） - 燕市

## 接続する道路
- 新潟県道250号月潟吉田線（起点：新潟市西蒲区羽黒字西）
- 新潟県道127号新津茨曽根燕線（燕市小古津新地内で重複）
- 新潟県道153号燕白根線（終点：川前交差点）

## 周辺
- 新潟市西蒲区役所 中之口出張所（旧・中之口村役場）
- 新潟市立中之口中学校
- 燕市立燕北中学校
- 燕市立小中川小学校
- 協栄信用組合 小中川支店
- 中之口郵便局（新潟市西蒲区）
- 小中川郵便局（燕市）
- ウオエイ 小中川店
- スポーツランド燕
- 中ノ口川